# Statens pensjonsfond
Statens pensjonsfond (også kaldet Pensjonsfondet eller Oljefondet) er en norsk statsejet fond, som blev etableret 1. januar 2006 som en overbygning til Statens petroleumsfond og Folketrygdfondet. Virksomhederne i de to fonde blev videreført hver for sig og de to fonde har ingen fælles organisation eller administration kun det fælles navn. De to fonde i Statens pensjonsfond kaldes Statens pensjonsfond utland (SPU) og Statens pensjonsfond Norge (SPN).
Statens pensjonsfond utland, som udgør hoveddelen af fondens aktiviteter, havde i 1. kvartal 2014 en markedsværdi på 5110 milliarder norske kroner. Tre år senere, i marts 2017 var værdien steget 7850 mia norske kroner, svarende til ca. 1,5 mio kr. pr indbygger.
5. december 2023 rundede fonden 16.000 mia norske kroner, med dagens kurs svarende til 10.000 mia DKK.
Finansdepartementet har ansvaret for forvaltningen af Statens pensjonsfond. Den operative forvaltning af Statens pensjonsfond utland er delegeret til Norges Bank, som placerer midlerne i tråd med med retningslinjer fastsat af Finansdepartementet. Afdelingen Norges Bank Investment Management (NBIM) står for den operative forvaltning af fonden, mens ledelsen i Norges Bank har rollen som styrer. Statens pensjonsfond Norge forvaltes af Folketrygdfondet.
Norges regering foretager evalueringer af de etiske retningslinjer for Statens pensjonsfond for at sikre at de etiske retningslinjer fungerer efter hensigten og opfanger tiltag som kan være med til at styrke fondens etiske profil.

## Populærkultur
Serien Oljefondet kom ud på Dplay i 2018.